# Der Baum der Erkenntnis
Der Baum der Erkenntnis (span. El árbol del conocimiento) ist der Titel einer 1984 publizierten und bisher nur in der Übersetzung von Kurt Ludewig auf Deutsch vorliegenden Untersuchung der chilenischen Biologen, Neurowissenschaftler und Philosophen Humberto R. Maturana und Francisco J. Varela über die Entwicklung des Lebens, in der sie ihre biologische Theorie der Kognition mithilfe des Konzeptes der Autopoiese vorstellen.

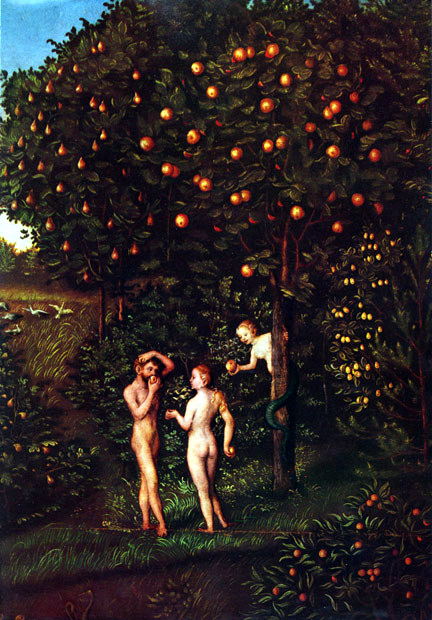
Mit ihrem Buchtitel beziehen sich Maturana und Varela – wie das gleichnamige Gemälde von Lucas Cranach d. Ä. – auf die Genesis des Alten Testaments. Sie bewerten jedoch den Sündenfall neu: Indem Adam und Eva die Frucht vom Baum der Erkenntnis aßen, wurden sie in andere Wesen verwandelt, die nicht mehr zu ihrer ursprünglichen Unschuld („Unschuld des bloßen Kennens“) zurückkehren konnten und nun „wußten, daß sie nackt waren, wußten, dass sie wußten, erkannten, daß sie kannten“.

## Inhalt

### Der Baum der Erkenntnis
Francisco Varela zeichnet gemeinsam mit seinem Lehrer und Kollegen Humberto Maturana die biologische Geschichte des Lebens seit Entstehung der Welt nach und akzentuiert sie neu. Dies wird auch durch entsprechende Begriffsbildungen ausgedrückt: So tritt der Aspekt des Lebenskampfes bei der Auslese zurück. Dieser belastete Begriff wird ersetzt, an seine Stelle tritt das natürliche Driften der Lebewesen. In den Vordergrund stellen die Autoren hierbei Prozesse der Interaktion mit dem Milieu, als Umgebung mit eigener struktureller Dynamik, in denen nach ihrer Auffassung die Prinzipien des Lebens und seiner Entwicklung zum Ausdruck kommen. In diesem Zusammenhang deuten sie auch die Vorstellung einer Determiniertheit von Differenzierung neu: Die Struktur des Lebewesens determiniert selbst, wie es verändert wird, Perturbationen von außen bewirken lediglich den Anstoß. Dabei handelt es sich ihrer Meinung nach nicht um einen Fortschritt im Sinne der Selbstoptimierung – etwa durch eine Verbesserung in der Anpassungsfähigkeit und der Nutzung der Umwelt –, sondern um fortwährende phylogenetische Selektion bei andauernden Strukturkoppelungen.

„Jedes Tun ist Erkennen, und jedes Erkennen ist Tun.“

### Ethik der Gemeinschaft
Ausgehend von der Entwicklungsgeschichte – einmal der Arten (Phylogenese) und zweitens der einzelnen Lebewesen (Ontogenese) – und den in diesem Prozess entstandenen sozialen Strukturen postulieren Maturana/Varela ihre Ethik: Ursprung ist der Akt der Liebe bei der Paarung der Menschen – als Basis für die Sozialisation – und das Angewiesensein auf die Gruppenmitglieder, um als Einzelwesen zu überleben und um die Nachkommenschaft sowie deren Fortbestand zu sichern. Das heißt: Priorität hat immer die Gemeinschaft. Darin sehen M/V die Verpflichtung der Menschen zur Akzeptanz Anderer und zur Zusammenarbeit mit ihnen, um durch ihr Tun ihre Welt gemeinsam zu erkennen und darin existieren zu können. Sie empfehlen dafür die Mittelwege zwischen verschiedenen perspektivisch begründbaren Auffassungen. Diese aufzufinden, erfordere Reflexion und Erkenntnis (auch unseres Nicht-Wissens um das Wissen), die den gesamten Körper mit einbeziehe, und sei als Erkennen – im Bewusstsein der biologischen und sozialen Struktur des Menschen – effektives Handeln.

### Perspektive des Beobachters
Ein zweiter Aspekt bei diesen Darstellungen ist die bewusste Betonung der Perspektive des Beobachters, eines Lebewesen[s] in der Sprache. Mit Betonung des kognitiven, rückbezüglichen (rekursiven) Prozesses beim Verstehen der Realität sprechen Maturana/Varela hier von Ontieren, als dem subjektgebundenen Konzipieren eines Bildes der Realität. Damit binden sie Philosophie und Kognitionswissenschaften in ihre Interpretation mit ein: Alles Gesagte ist von jemandem gesagt (Zweiter Kernaphorismus). Die Autoren laden den Leser ein, von ihrem Baum der Erkenntnis zu essen – mit dem Appell: Das „Erkennen des Erkennens“ verpflichte zu „ständiger Wachsamkeit gegenüber der Versuchung der Gewissheit“. Womit die Welt, die wir sehen, „nicht die Welt ist, sondern eine Welt, die wir mit anderen hervorbringen“.

### NatürlichesDriften

Die zirkuläre „Penrose-Treppe“ veranschaulicht Rückkoppelungen autopoietischer Systeme, für Maturana und Varela ein Prinzip lebendiger Prozesse, das auch für die Erkenntnis des Einzelnen in der Kommunikation Gültigkeit hat und extreme Positionen der Ich- bzw. Welt-Dominanz zu einem Ausgleich führt.

Die Entwicklung des Lebens geschieht nach M/V ohne Entwurf, ohne Richtungs-Planung (keine lenkende Kraft ist notwendig), allein durch Prüfung (natürliches Driften) von vielfältigen Alternativen (jeder Einzelfall ist das Ergebnis von Zufallsvariationen). Rahmenbedingung des Lebens sei die Geschichte des Sterns, die mit molekularer Homogenität beginnt, gefolgt von einem kontinuierlichen komplexen Prozess chemischer Transformationen mit einer Vielfalt molekularer Substanzen (z. B. Kohlenstoffketten), welche die Existenz von Lebewesen ermöglichen und zu den kompliziertesten Formen aus harmonisch verbundenen Teilen führen. In der Entwicklungsgeschichte (Phylogenese und Evolution) treten immer wieder ähnliche Phänomene auf wie das Grundprinzip der Reproduktion durch Zellteilung: Jeder Entstehungsbeginn eines Lebenszyklus geht auf eine Zelle zurück. Ein anderes Beispiel ist die Erhaltung der Autopoiese und der Anpassung der Lebewesen, in Übereinstimmung mit dem Driften des Milieus.

### Autopoiese
Den Begriff alles Lebendigen verbinden M/V mit der autopoietischen (= sich selbst schaffenden) Organisation, die sie am Beispiel einer Zelle aufzeigen und auf mehrzellige Organismen übertragen. Ziel der Evolution ist das Fortbestehen der Art mit Hilfe der Einzelwesen. Voraussetzungen dafür sind sowohl eine autonome Organisation wie eine Anpassung (strukturelle Koppelung) an die Umgebung, allerdings nicht als einseitige Ausführung der Forderungen der Außenwelt: Bei all diesen Prozessen gibt es nicht einen Akteur und die Zielgruppe, sondern wechselseitig sich überlappende Vorgänge: Bereits bei der Reproduktion ist nicht allein die DNS beteiligt, sondern ein ganzes Netzwerk von Interaktionen mit z. B. den Mitochondrien und Membranen in ihrer Gesamtheit. Dieses Zusammenspiel zur Selbsterhaltung besteht aus Geben und Nehmen, wobei die ausgewählten und übernommenen Substanzen zum System passen müssen und von diesem verarbeitet werden. Das heißt: Die beteiligten Organe sind in einem kontinuierlichen Netzwerk von Wechselwirkungen miteinander verbunden. Am Beispiel der Zelle wird dies deutlich: Der Zellstoffwechsel erzeugt Bestandteile, die in das Netz von Transformationen, das sie hervorbrachte, integriert werden, und bildet einen Rand (Membran), der die Zelle als Einheit konstituiert und selbst wieder an diesem Transformationsprozess durch Operieren beteiligt ist: durch Regulierung des Stoffdurchflusses von außen oder innen. Das bedeutet: Es wird nur mit Substanzen (wie Natrium- und Calcium-Ionen) interagiert, die zu der Organisation der Zelle und ihrer Struktur passen. Die daraus folgenden Veränderungen in der Zelle werden demnach von ihrer eigenen Struktur als zelluläre Einheit bestimmt. Das führt zu einer Autonomie der Zelle: Sie lebt nach ihren eigenen Gesetzen, ist aber nicht selbst-versorgend, also auf lebensnotwendige Zulieferungen angewiesen, genauso wie die Zulieferer, die nach denselben Prinzipien organisiert sind. Es muss folglich im Überlebensprozess zu einem Ausgleich, zu einer Zusammenarbeit (Symbiose) kommen.

### Autopoietische Systeme zweiter Ordnung
Die autopoietische Organisation findet sich auch bei den Metazellern wie den Menschen. Charakteristisch für Metazeller (autopoietische Systeme zweiter Ordnung mit Bildung von Kolonien und Gesellschaften) ist die Entwicklung eines Nervensystems als integraler Bestandteil eines Organismus. Dadurch wird die strukturelle rekursive Koppelung mit dem Milieu ermöglicht: Das Milieu determiniert dabei nicht die Einheit, sondern löst lediglich Strukturveränderungen in den autopoietischen Einheiten aus. Diese reagieren gezielt – z. B. durch Auswahl und integrierende Verarbeitung – und wirken dadurch ihrerseits auf das Milieu ein: Strukturveränderungen sind also wechselseitig und rekursiv.

### Interneuronales Netzwerk und Erkenntnis
Eine weitere Stufe zur Erkenntnis stellt die Entwicklung des Nervensystems zu einem – motorische und sensorische Zellen verknüpfenden – interneuronalen Netzwerk mit dem Gehirn als Zentrum dar. Dies geschieht in Verbindung mit der Beweglichkeit (Nahrung, Flucht, Fortpflanzung) und der dafür notwendigen sensomotorischen Koordination. Darin sehen M/V die Voraussetzung für Denken, Bewusstsein und Erkenntnis.

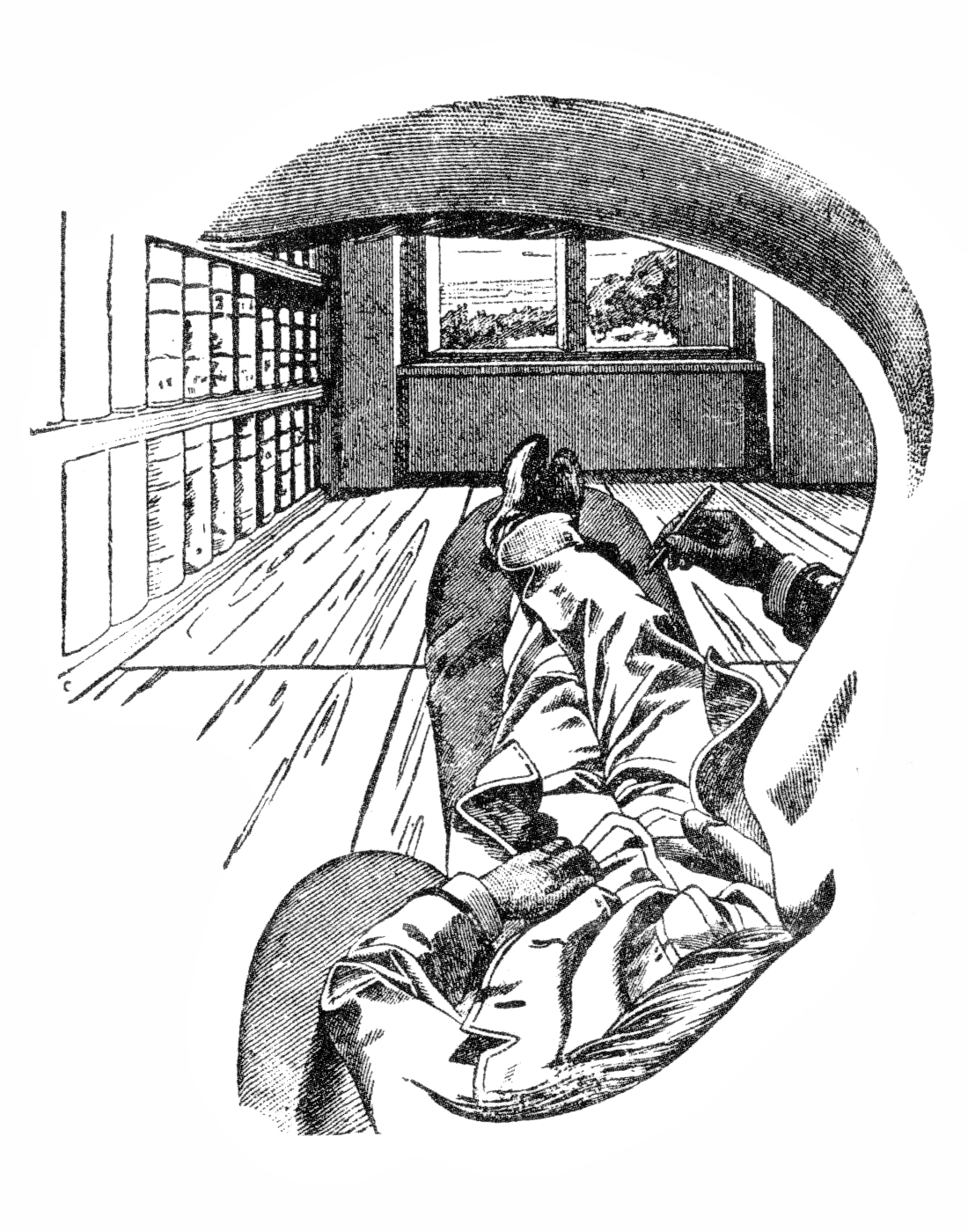
Ernst Machs Zeichnung „Innenperspektive“ illustriert die solipsistische Sichtweise: die Welt wird als Vorstellung aus der Ich-Bewusstseins-Perspektive interpretiert.

### Zwei „Weltbild“-Interpretationen
Maturana und Varela stellen zwei verschiedene Weltbild-Interpretationen einander gegenüber: Die auf der rechten Seite von Ernst Mach illustrierte solipsistische Perspektive ist eine individuelle Konstruktion. Ebenso hängt die Bedeutung konzipierter Begriffe einzig von Bewusstseinszuständen des denkenden Subjekts ab. Das zu diesem konstruktivistischen Gesichtspunkt konträre Modell ist der Repräsentationismus, nach dessen Auffassung das Nervensystem die Gegenstände und Zusammenhänge der Außenwelt (also durch Einholen von Informationen) in Gehirnmodulen abbildet (repräsentiert), speichert und verarbeitet, indem es durch Verhaltensänderung darauf reagiert. Das Milieu determiniere nach dieser Theorie zielgerichtet das Verhalten des Subjekts. M/V beurteilen beide Blickwinkel als zwei extreme Standorte, die man zusammenführen müsste. Daran wird deutlich, warum sie nicht als Konstruktivisten eingeordnet werden möchten: Die erste Perspektive macht zwar auf die begrenzte Erkenntnisfähigkeit aufmerksam, kann jedoch zu einer spekulativen, von der Alltagswelt abgetrennten Kopf-Philosophie und somit zu absoluter kognitiver Einsamkeit führen. Die zweite Sichtweise impliziert ein monokausales, lineares Erklärungsmodell mit einfachen Ursache/Folge- bzw. Reiz/Reaktion-Ableitungen (z. B. Umwelt → Lebewesen). M/V sehen dagegen die biologischen und sozialen Prozesse als in vielfacher Hinsicht vernetzte Rückkoppelungen an: Das Nervensystem als Teil des Organismus agiert strukturdeterminiert (in autopoietischer Operierung), seine Verhaltenserzeugung wird demnach durch das Milieu nur ausgelöst, aber nicht bestimmt.

### Koppelung dritter Ordnung
Die Vielzahl miteinander vernetzter Kreisläufe weist eine operationale Geschlossenheit auf, die für die Erhaltung der Organisation als Ganzes – in dem Bestreben, die Subsysteme im Gleichgewicht zu halten – wesentlich ist. Im Laufe dieses Prozesses entwickelten sich bei den sozialen Wirbeltieren differenzierte Gesellschaftssysteme als Koppelung dritter Ordnung im Zusammenhang mit dem Ausbau der sprachlichen Kommunikationsmittel, die wiederum Selbstbewusstsein und Reflexionen sowie kulturelle Verhaltensweisen förderten. Sprache entsteht nach M/V nicht in einem einheitlichen Entwurf (ist kein Bestandteil des Gehirns), sondern durch Koordination von Handlungen im sozialen Kontext (ist Teil des Milieus), der als Reich der Sprache bezeichnet wird: Unser gemeinsames „In-der-Sprache-Sein[-] ist das, was wir als Bewusstsein oder als ‚unseren Geist’ und ‚unser Ich’ erfahren“. Damit spannen M/V den Bogen zum Appell an den Leser, die oben definierte Ethik im Sinn des ersten Kernaphorismus in Handlung umzusetzen:

„Jedes Tun ist Erkennen, und jedes Erkennen ist Tun.“

## Einordnung
Die in Der Baum der Erkenntnis präsentierte Theorie Maturanas und Varelas wird dem Konstruktivismus zugeordnet, der drei Wurzeln hat:
- die Kybernetik[46] Heinz von Foersters,[47]

- die Entwicklungs- und Sprachpsychologie Ernst von Glasersfelds,[48]

- und „[d]ie dritte Wurzel bilden Arbeiten zur biologischen Theorie der Kognition und zur Funktionsweise lebender Systeme der […] Biologen und Neurokybernetiker […] Maturana und […] Varela. Zunächst unabhängig entstanden, wurden sie im Kontakt mit […] Autoren [verschiedener akademischer Bereiche und Theorietraditionen] weiterentwickelt und stoßen heute auf zunehmendes Interesse in einer Vielzahl von Fachgebieten“.[49][50][51][52][53]

Dabei fand ebenfalls ihre Wissenschaftsmethode Beachtung und strahlte auf andere Forschungsdisziplinen aus. „Die Spezifik [ihrer] Beiträge liegt nicht in einer behaupteten besseren Abbildung »der« Realität, sondern in der verwendeten Methode ihrer Erzeugung. Humberto R. Maturana beschreibt sie so:
»Als Wissenschaftler machen wir wissenschaftliche Aussagen. Diese Aussagen werden durch das Verfahren validiert, das wir gebrauchen, um sie zu erzeugen: durch die wissenschaftliche Methode. Diese Methode kann durch folgende Operationen dargestellt werden:
a) Beobachtung eines Phänomens, das als zu erklärendes Problem angesehen wird;
b) Entwicklung einer Hypothese in Form eines deterministischen Systems, das ein Phänomen erzeugen kann, welches mit dem beobachteten Phänomen isomorph ist;
c) Generierung eines Zustandes oder Prozesses, der entsprechend der vorgelegten Hypothese als vorhergesagtes Phänomen beobachtet werden soll;
d) Beobachtung des so vorhergesagten Phänomens«.
Begreift man nun »Beobachtung« [der vorhergesagten Phänomene] in Übereinstimmung auch mit Maturana als konstruktiven Prozeß, so erhält man eine Beschreibung von Wissenschaft als einer speziellen Form des Problemlösens. Die Viabilität (im Sinne E. von Glasersfelds) der mit dieser Methode erzeugten Problemlösungen wird nicht durch eine nicht feststellbare Übereinstimmung mit »der« Wirklichkeit bestimmt, sondern sie ist davon abhängig, ob sie uns zu handeln gestattet und ob wir eine (für) wahrgenommene Übereinstimmung mit (individuell oder sozial) festgelegten Kriterien für »gute« Lösungen feststellen, d. h. entscheiden, dass solche Übereinstimmung vorliegt“.
- Von diesen Wurzeln ausgehend findet man Ähnlichkeiten zum Spektrum der kommunikationswissenschaftlichen bis psychotherapeutischen Aspekte[49] Paul Watzlawicks.[56]

- "Auswirkungen der Theorie autopoietischer Systeme Maturanas und Varelas zeigen sich auch in ganz anders orientierten soziologischen Arbeiten“.[57] So z. B. bei Niklas Luhmann.[58][59]

- „Die Entwicklung der Empirischen Literaturwissenschaft[60][61][62][63][64][65] ist in Deutschland eng verbunden mit dem Konstruktivismus, der ihre philosophische Grundlegung lieferte“.[57]
- „Welch neuen Aspekt die Theorie autopoietischer Systeme für die Kunsttheorie eröffnet, entfaltet ein vielbeachteter Aufsatz N. Luhmanns“.[66][67]

Peter Hejl und Siegfried Schmidt haben aus der umfangreichen Literatur der 1980er und 90er Jahre, als die Systeme sich konstituierten, eine Auswahl zusammengestellt und diese kommentiert.